# Blastobasis mnemosynella
Blastobasis mnemosynella é uma espécie de mariposa do gênero Blastobasis pertencente à família Coleophoridae.